# Herbert Lucena
Herbert Lucena (Recife, 16 de agosto de 1965) é um cantor, compositor, instrumentista, e produtor brasileiro.

## Carreira
Natural do Recife, Herbert Lucena passou toda a sua infância e adolescência em Caruaru. No final da década de 1980, junto com Junio Barreto e outros músicos, formou a Uzzo, banda que durou 10 anos. Também criou e tocou bateria na banda Má Companhia, do Recife/PE. Depois dessa temporada no rock’n’roll, Herbert descobriu uma nova paixão: o coco e a obra de artistas como Jacinto Silva, Jackson do Pandeiro, Bandas de Pífanos e Azulão que passaram a influenciar sua música. 
Como compositor tem músicas gravadas por Silvério Pessoa, Dominguinhos, Azulão, Irah Caldeira, Novinho da Paraíba, Valdir Santos, Josildo Sá, Adriana B e Terezinha do Acordeon. Produziu discos para Tavares da Gaita, Azulão, Mazuca de Agrestina, Marzuca Pé Quente do Alto do Moura, Walmir Silva, Zé Vicente da Paraiba, Fim de Feira, Josildo Sá, Ivan Gadelha, Chris Nolasco e Renilda Cardoso. Conquistou três prêmios na 23ª edição do Prêmio da Música Brasileira (MPB 2012),(Melhor Cantor Regional, Melhor Album Regional e Melhor Projeto Visual), com seu segundo álbum intitulado "Não me peçam jamais que eu dê de graça tudo aquilo que tenho pra vender" que foi lançado em 2011 no formato de LP duplo e em CD. Em dezembro de 2022 lançou um álbum tributo ao coquista Jacinto Silva em parceria com a cantora alagoana, Mel Nascimento, com o titulo de "Sincopadamente Jacinto". Com esse álbum recebeu o prêmio de melhor disco de cultura popular no Prêmio da Música de Pernambuco em maio de 2023.

## Discografia
- Banda Uzzo (1989) RBS Independente
- Na Pisada Desse Coco (2004) Independente
- Não me peçam jamais que eu dê de graça tudo aquilo que eu tenho pra vender (2011) Coreto Records
- Sincopadamente Jacinto (2022) Coreto Records (Dueto com a cantora alagoana, Mel Nascimento).